# 岩手県道219号網張温泉線
岩手県道219号網張温泉線（いわてけんどう219ごう あみはりおんせんせん）は、岩手県岩手郡雫石町と滝沢市を通る一般県道である。

## 概要

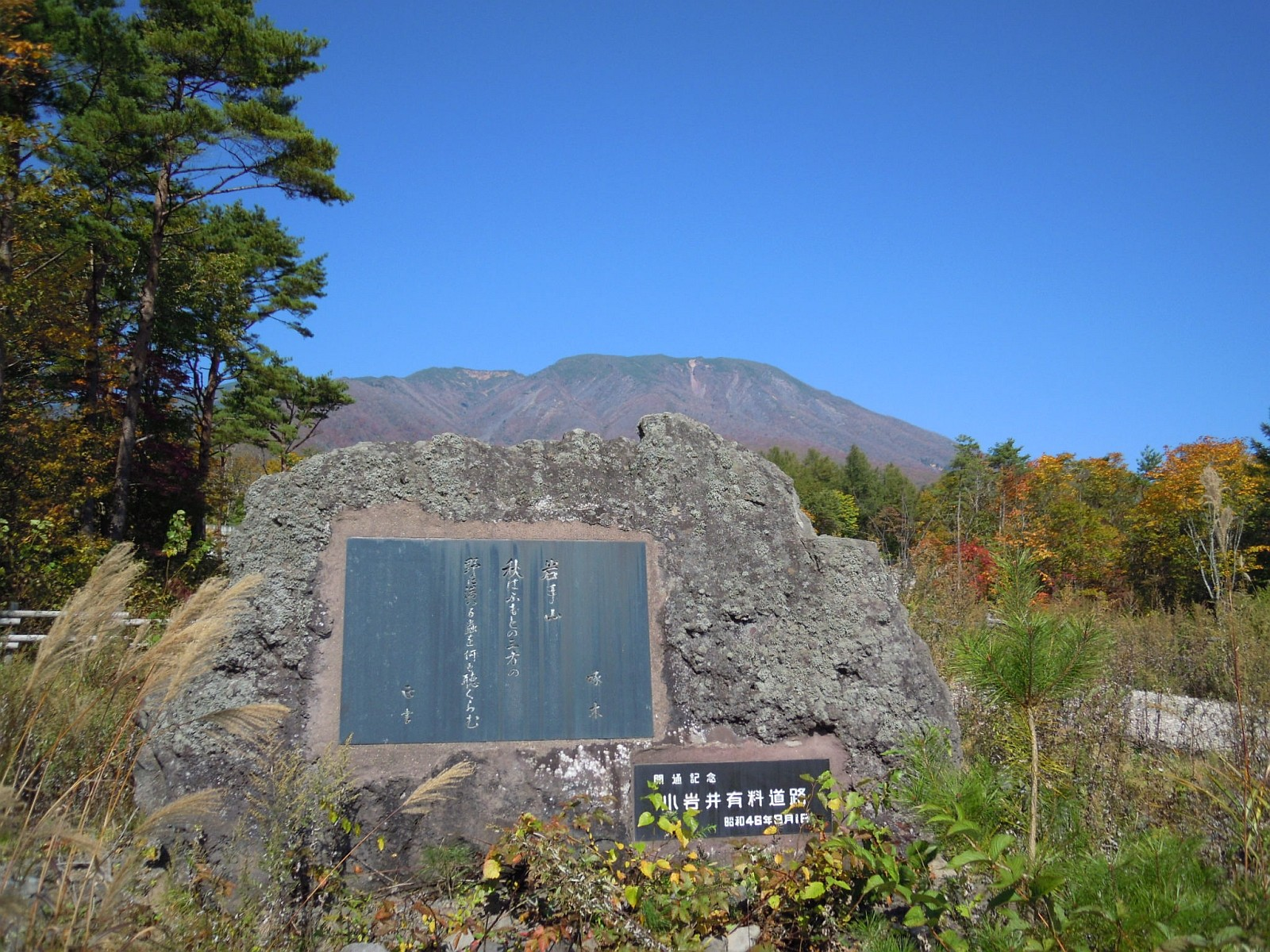
岩手山の登山口となる御神坂駐車場に残る小岩井有料道路の開通記念碑（昭和46年8月1日の全通時のもの）。石川啄木の短歌が彫られている

岩手県の観光名所の一つである小岩井農場を通って網張温泉へと至る当線はかつて「小岩井有料道路」であったため、高規格で建設されている。
小岩井農場で開催されるいわて雪まつりなどの観光シーズンには渋滞が激しくなり、その延長は当線の起点よりも手前である繋十文字（国道46号との交点）まで達する場合もある。

### 路線データ
- 起点：岩手郡雫石町丸谷地（岩手県道131号小岩井停車場線交点）
- 終点：岩手郡雫石町長山（岩手県道212号雫石東八幡平線交点）

## 地理

### 通過する自治体
- 岩手郡雫石町
- 滝沢市
- 岩手郡雫石町

### 交差する道路
- 岩手県道131号小岩井停車場線（起点）
- 岩手県道278号鵜飼安達巣子線（滝沢市鵜飼安達）
- 岩手県道212号雫石東八幡平線（終点）

### 沿線の施設
- 小岩井農場
- 網張温泉